# Kemper County
Das Kemper County liegt im US-Bundesstaat Mississippi. Das U.S. Census Bureau hat bei der Volkszählung 2020 eine Einwohnerzahl von 8988 ermittelt.
Der Verwaltungssitz (County Seat) ist De Kalb, das nach Johann de Kalb, einem deutsch-amerikanischen General während des Amerikanischen Unabhängigkeitskriegs benannt wurde.

## Geographie
Das County liegt nordöstlich des geografischen Zentrums von Mississippi, grenzt im Osten an Alabama und hat eine Fläche von 1987 Quadratkilometern, wovon zwei Quadratkilometer Wasserfläche sind. Es grenzt an folgende Countys:
| Winston County | Noxubee County    |                         |
| Neshoba County |                   | Sumter County (Alabama) |
|                | Lauderdale County |                         |

## Geschichte
Das Kemper County wurde am 23. Dezember 1833 aus Teilen des Choctaw-Landes gebildet. Benannt wurde es nach Reuben Kemper, einem US-amerikanischen Abenteurer und Freiheitskämpfer, der bei der Schlacht von New Orleans unter Andrew Jackson diente.
Fünf Bauwerke und Stätten des Countys sind im National Register of Historic Places eingetragen (Stand 1. Februar 2018).

## Demografische Daten

Alterspyramide des Kemper Countys (Stand: 2000)

Nach der Volkszählung im Jahr 2000 lebten im Kemper County 10.453 Menschen in 3909 Haushalten und 2787 Familien. Die Bevölkerungsdichte betrug 5 Personen pro Quadratkilometer. Ethnisch betrachtet setzte sich die Bevölkerung zusammen aus 39,03 Prozent Weißen, 58,13 Prozent Afroamerikanern, 2,06 Prozent amerikanischen Ureinwohnern, 0,08 Prozent Asiaten, 0,03 Prozent Bewohnern aus dem pazifischen Inselraum und 0,11 Prozent aus anderen ethnischen Gruppen; 0,57 Prozent stammten von zwei oder mehr Ethnien ab. 0,73 Prozent der Bevölkerung waren spanischer oder lateinamerikanischer Abstammung, die verschiedenen der genannten Gruppen angehörten.
Von den 3909 Haushalten hatten 32,2 Prozent Kinder unter 18 Jahren, die mit ihnen lebten. 46,7 Prozent waren verheiratete, zusammenlebende Paare, 20,2 Prozent waren allein erziehende Mütter und 28,7 Prozent waren keine Familien. 26,4 Prozent aller Haushalte waren Singlehaushalte und in 12,6 Prozent lebten Menschen im Alter von 65 Jahren oder darüber. Die durchschnittliche Haushaltsgröße lag bei 2,57 und die durchschnittliche Familiengröße bei 3,11 Personen.
25,4 Prozent der Bevölkerung war unter 18 Jahre alt, 12,5 Prozent zwischen 18 und 24, 25,2 Prozent zwischen 25 und 44, 21,8 Prozent zwischen 45 und 64 Jahre alt und 15,1 Prozent waren 65 Jahre oder älter. Das Durchschnittsalter betrug 35 Jahre. Auf 100 weibliche kamen statistisch 92,2 männliche Personen und auf 100 Frauen im Alter von 18 Jahren oder darüber kamen 88,3 Männer.

Das durchschnittliche Einkommen eines Haushaltes betrug 23.998 USD, das einer Familie 30.248 USD. Männer hatten ein durchschnittliches Einkommen von 24.431 USD, Frauen 18.199 USD. Das Prokopfeinkommen lag bei 11.985 USD. Etwa 21,2 Prozent der Familien und 26,0 Prozent der Bevölkerung lebten unterhalb der Armutsgrenze.

## Städte und Gemeinden
| - Bogue Chitto1 - De Kalb - Electric Mills - Gholson | - Kellis Store - Minden - Moscow - Preston | - Porterville - Scooba - Wahalak - Union Hill |

1 – überwiegend im Neshoba County